# Маршал Рондон (аэропорт)
Международный аэропорт имени маршала Рондона (порт. Aeroporto Internacional Marechal Rondon) также известен под названием Международный аэропорт Куябы (Aeroporto Internacional de Cuiabá) (Код ИАТА: CGB) — аэропорт, обслуживающий город Куяба — Варзеа-Гранди, в штате Мату-Гросу, Бразилия. Назван в честь маршала Кандиду Мариану да Силва Рондона (1865-1958), бразильского военного и сследователя.
Аэропорт находится не в Куяба, а на отдалённом лугу, почти в 8 км от центра столицы штата, в городе Варзеа-Гранди. 
Классифицирован, как международный аэропорт второй категории . В 2007 году пропускная способность аэропорта составила более 1 миллиона пассажиров.

## История
Возникновение авиации в Куяба началось в 1939 году с открытия аэродрома, где сегодня находится военная база (Vila Militar). В 1942 году там создали район работ министерства воздушных сил, а также был запланирован новый аэропорт. В качестве места для строительства аэропорта был выбран большой отдалённый луг.
В 1949 году земля аэропорта была пожертвована региональным правительством министерству. В 1956 году была открыта взлётно-посадочная полоса. Спустя 8 лет, в 1964 году был построен новый терминал. В феврале 1975 года компания Infraero стала обслуживать аэропорт.
С 1996 года аэропорт Маршал Рондон стал международным. В 2000 году начал строиться новый терминал и была проведена модернизация во внутреннем дворике аэропорта и на взлётно-посадочной полосе. В 2005 году количество пассажиров составило 880 256, тогда, как планируемая пропускная способность была 580 тысяч.
30 июня 2006 года , открыт новый терминал, тем самым увеличив пропускную способность до 1 миллиона пассажиров в год.

## Авиалинии и направления

### Внутренние рейсы
| Авиалинии                              | Назначения |
| Asta Linhas Aéreas                     | Арипуанан, Жуара, Жуина, Журуэна и Лукас-ду-Риу-Верди |
| GOL                                    | Белу-Оризонти (Танкреду Невес), Бразилиа, Кампу-Гранди, Куритиба, Гояния, Форталеза, Манаус, Порту-Алегри, Порту-Велью, Президенти-Пруденти, Ресифи, Салвадор, Сан-Паулу (Конгоньяс/Сан-Паулу и Сан-Паулу/Гуарульос).                                                                                        |
| KLM                                    | делит рейсы с GOL Transportes Aéreos |
| Avianca Brasil                         | Бразилиа, Кампу-Гранди, Куритиба, Порту-Алегри, Порту-Велью, Сан-Паулу (Сан-Паулу/Гуарульос), Форталеза, Ресифи, Жуазейру-ду-Норти, Салвадор, Пасу-Фунду и Аракажу. |
| Azul Linhas Aéreas                     | Кампинас |
| Passaredo                              | Гояния, Жи-Парана, Рибейран-Прету, Уберландия и Сан-Паулу (Сан-Паулу/Гуарульос) |
| TAM                                    | Бразилиа, Сан-Жозе-ду-Риу-Прету, Сан-Паулу (Конгоньяс/Сан-Паулу, Сан-Паулу/Гуарульос) и Кампу-Гранди, Порту-Велью, Рио-де-Жанейро. |
| TAM operado por Pantanal Linhas Aéreas | Сан-Паулу (Конгоньяс/Сан-Паулу) |
| TAP Portugal                           | делит рейсы с TAM Linhas Aéreas |
| BMI British Midland                    | делит рейсы с TAM Linhas Aéreas |
| TRIP                                   | Алта-Флореста, Белу-Оризонти (Танкреду Невес), Кампинас, Кампу-Гранди, Куритиба, Крузейру-ду-Сул, Фос-ду-Игуасу, Гояния, Жи-Парана, Лондрина, Манаус, Маринга, Порту-Алегри, Порту-Велью, Риу-Бранку, Рио-де-Жанейро (Сантос-Дюмон), Сан-Паулу (Сан-Паулу/Гуарульос), Рондонополис, Синоп и Вильена, Витория |

### Груз
| Авиалинии         | Назначения |
| TOTAL Cargo       | Порту-Велью, Сан-Паулу (Сан-Паулу/Гуарульос), Бразилиа |
| GOLLOG            | Белу-Оризонти (Танкреду Невес), Бразилиа, Кампу-Гранди, Куритиба, Гояния, Форталеза, Манаус, Порту-Алегри, Порту-Велью, Президенти-Пруденти, Ресифи, Салвадор, Сан-Паулу (Конгоньяс/Сан-Паулу и Сан-Паулу/Гуарульос). |
| RIO Linhas Aéreas | Куритиба, Сан-Паулу (Сан-Паулу/Гуарульос), Бразилиа |
| TAM Cargo         | Сан-Жозе-ду-Риу-Прету, Сан-Паулу (Сан-Паулу/Гуарульос), Сан-Паулу (Конгоньяс/Сан-Паулу), Бразилиа и Кампу-Гранди |

## Инфраструктура
Аэропортовый комплекс включает просторный пассажирский терминал, где расположены несколько закусочных и ряд магазинов. Есть также терминал логистики груза, который перемещал больше чем 4000 тонн в 2005 году.

### Количество пассажиров
В аэропорту производились почти 95 ежедневных взлётов и посадок, перевезено почти 930 тысяч пассажиров (в 2006). В 2007 году с появлением новых рейсов и авиакомпаний движение превысило исторический рубеж — 1 миллион пассажиров в год.
| Год           | Количество пассажиров |
| ------------- | --------------------- |
| 2003          | 629 290               |
| 2004          | 704 567               |
| 2005          | 880 256               |
| 2006          | 931 431               |
| 2007          | 1 254 825             |
| 2008          | 1 316 164             |
| 2009          | 1 671 704             |
| сентябрь 2010 | 1 557 132             |

## Будущие разработки
31 августа 2009 года Infraero представил план модернизации  международного аэропорта имени Маршала Рондона, сосредоточившись на приготовлениях к чемпионату мира по футболу 2014 года, который будет проходить в Бразилии. В аэропорту будет произведена реконструкция пассажирского терминала, парковки и доступа к аэропорту. Завершение: октябрь 2012 года.